# Maria van Orléans (1813-1839)

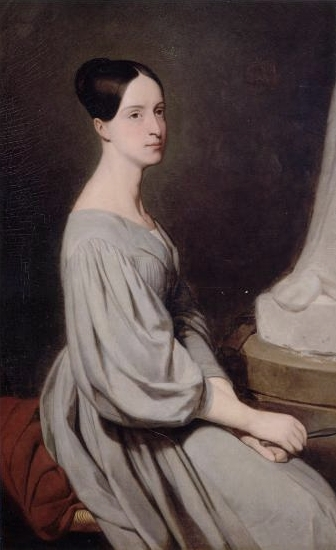
Portret van Maria van Orléans door Ary Scheffer, 1837.

Maria Christina Carolina Adelheid Francisca Leopoldina van Orléans (Palermo, 12 april 1813 - Pisa, 2 januari 1839) was Franse prinses en beeldhouwster. Ze behoorde tot het huis Bourbon-Orléans.

## Levensloop
Maria Christina was de tweede dochter van koning Lodewijk Filips I van Frankrijk uit diens huwelijk met Maria Amalia van Bourbon-Sicilië, dochter van koning Ferdinand I der Beide Siciliën. Ze werd geboren in het Palazzo d'Orléans in Palermo op Sicilië.
De prinses, in haar jeugd geïnteresseerd in literatuur en geschiedenis, ontwikkelde zich tot een muzikaal begaafde vrouw die lyriek en proza schreef, maar zich vooral toelegde op de beeldende kunst. Als leerling van kunstenaar Ary Scheffer ontdekte ze haar passie voor de beeldhouwkunst. Ze had op het Tuilerieënpaleis haar eigen atelier, waar ze talrijke kunstwerken maakte. Zo zijn verschillende door haar vervaardigde bronzen beelden van Jeanne d'Arc bewaard gebleven, zoals die voor haar geboortehuis in de Domrémy-la-Pucelle en die voor het raadshuis van Orléans. Veel van haar kunstwerken gingen echter verloren, vooral bij de plundering van het Tuilerieënpaleis tijdens de Februarirevolutie van 1848.
In 1834 wilden haar ouders haar uithuwelijken aan een jongere broer van haar neef, koning Ferdinand II der Beide Siciliën. Ferdinand schoof zijn broer Leopold naar voren. Wegens de onrusten die in april 1834 uitbraken in Frankrijk, drong het hof van Napels erop aan dat Maria haar hele erfdeel onmiddellijk in het huwelijk moest brengen. Het Franse hof verklaarde de vordering te zullen onderzoeken, wat het einde van het huwelijksproject betekende.
Uiteindelijk huwde Maria Christina op 17 oktober 1837 met de lutherse Alexander van Württemberg (1804-1881), een neef van koning Frederik I van Württemberg. Het huwelijk was er gekomen op initiatief van koning Leopold I van België, de echtgenoot van haar oudere zus Louise Marie.  Er waren drie plechtigheden: een burgerlijke, een katholieke en een lutherse. Het burgerlijk huwelijk werd geleid door kanselier van Frankrijk Étienne-Denis Pasquier, het katholieke door de bisschop van Versailles en het lutherse door pastoor Cuvier. Alexander en Maria kregen een zoon Filips (1838-1917), die een tijdlang eerste in lijn voor de Württembergse troon was.
Na de bruiloft ging Maria op rondreis met haar echtgenoot. Ze trokken langs verschillende vorstenhoven. Toen ze midden in de winter aan het hof van hertog Ernst I van Saksen-Coburg en Gotha en Marie van Württemberg, de oudere zus van Alexander, in Gotha verbleven, brak brand uit op het paleis. Maria Christina had de brand bijna niet overleefd, wat mogelijk de oorzaak was voor haar beginnende longziekte. Mogelijk werd haar gezondheid door de geboorte van haar zoon Filips verder verzwakt.
In de herfst van 1838 begaf Maria zich met haar zoontje naar Italië, in de hoop dat het milde klimaat de genezing van haar tuberculose zou bevorderen. Zonder succes, de amper 25-jarige prinses stierf in januari 1839 in het Vitellipaleis in Pisa. Ze werd bijgezet in de koninklijke kapel van Dreux, de traditionele begraafplaats voor de leden van het huis Bourbon-Orléans.

## Kwartierstaat
| Lodewijk Filips I van Orléans (1725-1785) | Lodewijk Filips I van Orléans (1725-1785) | Lodewijk Filips I van Orléans (1725-1785) | Lodewijk Filips I van Orléans (1725-1785) | Lodewijk Filips I van Orléans (1725-1785)  | Lodewijk Filips I van Orléans (1725-1785)  | Louise Henriëtte van Bourbon (1726-1759)   | Louise Henriëtte van Bourbon (1726-1759)   | Louise Henriëtte van Bourbon (1726-1759)   | Louise Henriëtte van Bourbon (1726-1759)   | Louise Henriëtte van Bourbon (1726-1759)    | Louise Henriëtte van Bourbon (1726-1759)    |                                             |                                             | Lodewijk Jan Maria van Bourbon (1725-1793)  | Lodewijk Jan Maria van Bourbon (1725-1793)  | Lodewijk Jan Maria van Bourbon (1725-1793)    | Lodewijk Jan Maria van Bourbon (1725-1793)    | Lodewijk Jan Maria van Bourbon (1725-1793)    | Lodewijk Jan Maria van Bourbon (1725-1793)    | Maria Theresia Félicia van Modena (1726-1754) | Maria Theresia Félicia van Modena (1726-1754) | Maria Theresia Félicia van Modena (1726-1754) | Maria Theresia Félicia van Modena (1726-1754) | Maria Theresia Félicia van Modena (1726-1754) | Maria Theresia Félicia van Modena (1726-1754) |                                  |                                  | Karel III van Spanje (1716-1788) | Karel III van Spanje (1716-1788) | Karel III van Spanje (1716-1788) | Karel III van Spanje (1716-1788) | Karel III van Spanje (1716-1788)           | Karel III van Spanje (1716-1788)           | Maria Amalia van Saksen (1724-1760)        | Maria Amalia van Saksen (1724-1760)        | Maria Amalia van Saksen (1724-1760)        | Maria Amalia van Saksen (1724-1760)        | Maria Amalia van Saksen (1724-1760)          | Maria Amalia van Saksen (1724-1760)          |                                              |                                              | Frans I Stefan van Lotharingen (1708–1765)   | Frans I Stefan van Lotharingen (1708–1765)   | Frans I Stefan van Lotharingen (1708–1765) | Frans I Stefan van Lotharingen (1708–1765) | Frans I Stefan van Lotharingen (1708–1765) | Frans I Stefan van Lotharingen (1708–1765) | Maria Theresia van Oostenrijk (1717-1780) | Maria Theresia van Oostenrijk (1717-1780) | Maria Theresia van Oostenrijk (1717-1780) | Maria Theresia van Oostenrijk (1717-1780) | Maria Theresia van Oostenrijk (1717-1780) | Maria Theresia van Oostenrijk (1717-1780) |  |  |  |  |  |  |  |  |  |  |  |  |  |  |  |  |  |  |  |  |  |  |  |  |  |  |  |  |  |  |  |  |  |  |  |  |  |  |  |  |  |  |  |  |  |  |  |  |
| Lodewijk Filips I van Orléans (1725-1785) | Lodewijk Filips I van Orléans (1725-1785) | Lodewijk Filips I van Orléans (1725-1785) | Lodewijk Filips I van Orléans (1725-1785) | Lodewijk Filips I van Orléans (1725-1785)  | Lodewijk Filips I van Orléans (1725-1785)  | Louise Henriëtte van Bourbon (1726-1759)   | Louise Henriëtte van Bourbon (1726-1759)   | Louise Henriëtte van Bourbon (1726-1759)   | Louise Henriëtte van Bourbon (1726-1759)   | Louise Henriëtte van Bourbon (1726-1759)    | Louise Henriëtte van Bourbon (1726-1759)    |                                             |                                             | Lodewijk Jan Maria van Bourbon (1725-1793)  | Lodewijk Jan Maria van Bourbon (1725-1793)  | Lodewijk Jan Maria van Bourbon (1725-1793)    | Lodewijk Jan Maria van Bourbon (1725-1793)    | Lodewijk Jan Maria van Bourbon (1725-1793)    | Lodewijk Jan Maria van Bourbon (1725-1793)    | Maria Theresia Félicia van Modena (1726-1754) | Maria Theresia Félicia van Modena (1726-1754) | Maria Theresia Félicia van Modena (1726-1754) | Maria Theresia Félicia van Modena (1726-1754) | Maria Theresia Félicia van Modena (1726-1754) | Maria Theresia Félicia van Modena (1726-1754) |                                  |                                  | Karel III van Spanje (1716-1788) | Karel III van Spanje (1716-1788) | Karel III van Spanje (1716-1788) | Karel III van Spanje (1716-1788) | Karel III van Spanje (1716-1788)           | Karel III van Spanje (1716-1788)           | Maria Amalia van Saksen (1724-1760)        | Maria Amalia van Saksen (1724-1760)        | Maria Amalia van Saksen (1724-1760)        | Maria Amalia van Saksen (1724-1760)        | Maria Amalia van Saksen (1724-1760)          | Maria Amalia van Saksen (1724-1760)          |                                              |                                              | Frans I Stefan van Lotharingen (1708–1765)   | Frans I Stefan van Lotharingen (1708–1765)   | Frans I Stefan van Lotharingen (1708–1765) | Frans I Stefan van Lotharingen (1708–1765) | Frans I Stefan van Lotharingen (1708–1765) | Frans I Stefan van Lotharingen (1708–1765) | Maria Theresia van Oostenrijk (1717-1780) | Maria Theresia van Oostenrijk (1717-1780) | Maria Theresia van Oostenrijk (1717-1780) | Maria Theresia van Oostenrijk (1717-1780) | Maria Theresia van Oostenrijk (1717-1780) | Maria Theresia van Oostenrijk (1717-1780) |  |  |  |  |  |  |  |  |  |  |  |  |  |  |  |  |  |  |  |  |  |  |  |  |  |  |  |  |  |  |  |  |  |  |  |  |  |  |  |  |  |  |  |  |  |  |  |  |
|                                           |                                           |                                           |                                           |                                            |                                            |                                            |                                            |                                            |                                            |                                             |                                             |                                             |                                             |                                             |                                             |                                               |                                               |                                               |                                               |                                               |                                               |                                               |                                               |                                               |                                               |                                  |                                  |                                  |                                  |                                  |                                  |                                            |                                            |                                            |                                            |                                            |                                            |                                              |                                              |                                              |                                              |                                              |                                              |                                            |                                            |                                            |                                            |                                           |                                           |                                           |                                           |                                           |                                           |  |  |  |  |  |  |  |  |  |  |  |  |  |  |  |  |  |  |  |  |  |  |  |  |  |  |  |  |  |  |  |  |  |  |  |  |  |  |  |  |  |  |  |  |  |  |  |  |
|                                           |                                           |                                           |                                           | Lodewijk Filips II van Orléans (1747-1793) | Lodewijk Filips II van Orléans (1747-1793) | Lodewijk Filips II van Orléans (1747-1793) | Lodewijk Filips II van Orléans (1747-1793) | Lodewijk Filips II van Orléans (1747-1793) | Lodewijk Filips II van Orléans (1747-1793) |                                             |                                             |                                             |                                             |                                             |                                             | Louise Marie Adélaïde van Bourbon (1753−1821) | Louise Marie Adélaïde van Bourbon (1753−1821) | Louise Marie Adélaïde van Bourbon (1753−1821) | Louise Marie Adélaïde van Bourbon (1753−1821) | Louise Marie Adélaïde van Bourbon (1753−1821) | Louise Marie Adélaïde van Bourbon (1753−1821) |                                               |                                               |                                               |                                               |                                  |                                  |                                  |                                  |                                  |                                  | Ferdinand I der Beide Siciliën (1751-1825) | Ferdinand I der Beide Siciliën (1751-1825) | Ferdinand I der Beide Siciliën (1751-1825) | Ferdinand I der Beide Siciliën (1751-1825) | Ferdinand I der Beide Siciliën (1751-1825) | Ferdinand I der Beide Siciliën (1751-1825) |                                              |                                              |                                              |                                              |                                              |                                              | Maria Carolina van Oostenrijk (1752-1814)  | Maria Carolina van Oostenrijk (1752-1814)  | Maria Carolina van Oostenrijk (1752-1814)  | Maria Carolina van Oostenrijk (1752-1814)  | Maria Carolina van Oostenrijk (1752-1814) | Maria Carolina van Oostenrijk (1752-1814) |                                           |                                           |                                           |                                           |  |  |  |  |  |  |  |  |  |  |  |  |  |  |  |  |  |  |  |  |  |  |  |  |  |  |  |  |  |  |  |  |  |  |  |  |  |  |  |  |  |  |  |  |  |  |  |  |
|                                           |                                           |                                           |                                           | Lodewijk Filips II van Orléans (1747-1793) | Lodewijk Filips II van Orléans (1747-1793) | Lodewijk Filips II van Orléans (1747-1793) | Lodewijk Filips II van Orléans (1747-1793) | Lodewijk Filips II van Orléans (1747-1793) | Lodewijk Filips II van Orléans (1747-1793) |                                             |                                             |                                             |                                             |                                             |                                             | Louise Marie Adélaïde van Bourbon (1753−1821) | Louise Marie Adélaïde van Bourbon (1753−1821) | Louise Marie Adélaïde van Bourbon (1753−1821) | Louise Marie Adélaïde van Bourbon (1753−1821) | Louise Marie Adélaïde van Bourbon (1753−1821) | Louise Marie Adélaïde van Bourbon (1753−1821) |                                               |                                               |                                               |                                               |                                  |                                  |                                  |                                  |                                  |                                  | Ferdinand I der Beide Siciliën (1751-1825) | Ferdinand I der Beide Siciliën (1751-1825) | Ferdinand I der Beide Siciliën (1751-1825) | Ferdinand I der Beide Siciliën (1751-1825) | Ferdinand I der Beide Siciliën (1751-1825) | Ferdinand I der Beide Siciliën (1751-1825) |                                              |                                              |                                              |                                              |                                              |                                              | Maria Carolina van Oostenrijk (1752-1814)  | Maria Carolina van Oostenrijk (1752-1814)  | Maria Carolina van Oostenrijk (1752-1814)  | Maria Carolina van Oostenrijk (1752-1814)  | Maria Carolina van Oostenrijk (1752-1814) | Maria Carolina van Oostenrijk (1752-1814) |                                           |                                           |                                           |                                           |  |  |  |  |  |  |  |  |  |  |  |  |  |  |  |  |  |  |  |  |  |  |  |  |  |  |  |  |  |  |  |  |  |  |  |  |  |  |  |  |  |  |  |  |  |  |  |  |
|                                           |                                           |                                           |                                           |                                            |                                            |                                            |                                            |                                            |                                            | Lodewijk Filips I van Frankrijk (1773-1850) | Lodewijk Filips I van Frankrijk (1773-1850) | Lodewijk Filips I van Frankrijk (1773-1850) | Lodewijk Filips I van Frankrijk (1773-1850) | Lodewijk Filips I van Frankrijk (1773-1850) | Lodewijk Filips I van Frankrijk (1773-1850) |                                               |                                               |                                               |                                               |                                               |                                               |                                               |                                               |                                               |                                               |                                  |                                  |                                  |                                  |                                  |                                  |                                            |                                            |                                            |                                            |                                            |                                            | Marie Amélie van Bourbon-Sicilië (1782-1866) | Marie Amélie van Bourbon-Sicilië (1782-1866) | Marie Amélie van Bourbon-Sicilië (1782-1866) | Marie Amélie van Bourbon-Sicilië (1782-1866) | Marie Amélie van Bourbon-Sicilië (1782-1866) | Marie Amélie van Bourbon-Sicilië (1782-1866) |                                            |                                            |                                            |                                            |                                           |                                           |                                           |                                           |                                           |                                           |  |  |  |  |  |  |  |  |  |  |  |  |  |  |  |  |  |  |  |  |  |  |  |  |  |  |  |  |  |  |  |  |  |  |  |  |  |  |  |  |  |  |  |  |  |  |  |  |
|                                           |                                           |                                           |                                           |                                            |                                            |                                            |                                            |                                            |                                            | Lodewijk Filips I van Frankrijk (1773-1850) | Lodewijk Filips I van Frankrijk (1773-1850) | Lodewijk Filips I van Frankrijk (1773-1850) | Lodewijk Filips I van Frankrijk (1773-1850) | Lodewijk Filips I van Frankrijk (1773-1850) | Lodewijk Filips I van Frankrijk (1773-1850) |                                               |                                               |                                               |                                               |                                               |                                               |                                               |                                               |                                               |                                               |                                  |                                  |                                  |                                  |                                  |                                  |                                            |                                            |                                            |                                            |                                            |                                            | Marie Amélie van Bourbon-Sicilië (1782-1866) | Marie Amélie van Bourbon-Sicilië (1782-1866) | Marie Amélie van Bourbon-Sicilië (1782-1866) | Marie Amélie van Bourbon-Sicilië (1782-1866) | Marie Amélie van Bourbon-Sicilië (1782-1866) | Marie Amélie van Bourbon-Sicilië (1782-1866) |                                            |                                            |                                            |                                            |                                           |                                           |                                           |                                           |                                           |                                           |  |  |  |  |  |  |  |  |  |  |  |  |  |  |  |  |  |  |  |  |  |  |  |  |  |  |  |  |  |  |  |  |  |  |  |  |  |  |  |  |  |  |  |  |  |  |  |  |
|                                           |                                           |                                           |                                           |                                            |                                            |                                            |                                            |                                            |                                            |                                             |                                             |                                             |                                             |                                             |                                             |                                               |                                               |                                               |                                               |                                               |                                               |                                               |                                               |                                               |                                               |                                  |                                  |                                  |                                  |                                  |                                  |                                            |                                            |                                            |                                            |                                            |                                            |                                              |                                              |                                              |                                              |                                              |                                              |                                            |                                            |                                            |                                            |                                           |                                           |                                           |                                           |                                           |                                           |  |  |  |  |  |  |  |  |  |  |  |  |  |  |  |  |  |  |  |  |  |  |  |  |  |  |  |  |  |  |  |  |  |  |  |  |  |  |  |  |  |  |  |  |  |  |  |  |
|                                           |                                           |                                           |                                           |                                            |                                            |                                            |                                            |                                            |                                            |                                             |                                             |                                             |                                             |                                             |                                             |                                               |                                               |                                               |                                               |                                               |                                               |                                               |                                               |                                               |                                               |                                  |                                  |                                  |                                  |                                  |                                  |                                            |                                            |                                            |                                            |                                            |                                            |                                              |                                              |                                              |                                              |                                              |                                              |                                            |                                            |                                            |                                            |                                           |                                           |                                           |                                           |                                           |                                           |  |  |  |  |  |  |  |  |  |  |  |  |  |  |  |  |  |  |  |  |  |  |  |  |  |  |  |  |  |  |  |  |  |  |  |  |  |  |  |  |  |  |  |  |  |  |  |  |
| Ferdinand Filips van Orléans (1810-1842)  | Ferdinand Filips van Orléans (1810-1842)  | Ferdinand Filips van Orléans (1810-1842)  | Ferdinand Filips van Orléans (1810-1842)  | Ferdinand Filips van Orléans (1810-1842)   | Ferdinand Filips van Orléans (1810-1842)   |                                            |                                            | Louise Marie van Orléans (1812-1850)       | Louise Marie van Orléans (1812-1850)       | Louise Marie van Orléans (1812-1850)        | Louise Marie van Orléans (1812-1850)        | Louise Marie van Orléans (1812-1850)        | Louise Marie van Orléans (1812-1850)        |                                             |                                             | Maria van Orléans (1813-1839)                 | Maria van Orléans (1813-1839)                 | Maria van Orléans (1813-1839)                 | Maria van Orléans (1813-1839)                 | Maria van Orléans (1813-1839)                 | Maria van Orléans (1813-1839)                 |                                               |                                               | Lodewijk van Orléans (1814-1896)              | Lodewijk van Orléans (1814-1896)              | Lodewijk van Orléans (1814-1896) | Lodewijk van Orléans (1814-1896) | Lodewijk van Orléans (1814-1896) | Lodewijk van Orléans (1814-1896) |                                  |                                  | Clementine van Orléans (1817-1907)         | Clementine van Orléans (1817-1907)         | Clementine van Orléans (1817-1907)         | Clementine van Orléans (1817-1907)         | Clementine van Orléans (1817-1907)         | Clementine van Orléans (1817-1907)         |                                              |                                              | Anton van Orléans (1824-1890)                | Anton van Orléans (1824-1890)                | Anton van Orléans (1824-1890)                | Anton van Orléans (1824-1890)                | Anton van Orléans (1824-1890)              | Anton van Orléans (1824-1890)              |                                            |                                            | ... + 3 broers en 1 zuster                | ... + 3 broers en 1 zuster                | ... + 3 broers en 1 zuster                | ... + 3 broers en 1 zuster                | ... + 3 broers en 1 zuster                | ... + 3 broers en 1 zuster                |  |  |  |  |  |  |  |  |  |  |  |  |  |  |  |  |  |  |  |  |  |  |  |  |  |  |  |  |  |  |  |  |  |  |  |  |  |  |  |  |  |  |  |  |  |  |  |  |

- Bibliothèque nationale de France: cb14943403z (data)
- Gemeinsame Normdatei: 135713331
- International Standard Name Identifier: 0000 0000 1959 5420
- Library of Congress Control Number: n2008057761
- Nederlandse Thesaurus van Auteursnamen: 315385758
- RKD-Nederlands Instituut voor Kunstgeschiedenis: 370828
- Système universitaire de documentation: 125048033
- Union List of Artist Names: 500341596
- Virtual International Authority File: 59353277
- WorldCat: E39PBJc3KQ8gYv4QRWHwW6CG73